# A szellemhajó
A szellemhajó (eredeti cím: Ghost Ship) 2002-ben bemutatott amerikai-ausztrál horrorfilm, melyet Steve Beck rendezett. A forgatás helyszínei: Queensland és Vancouver. A főszereplők Gabriel Byrne, Julianna Margulies, Karl Urban, Desmond Harrington és Emily Browning.
A Metacritic oldalán a film értékelése 28% a 100-ból, ami 25 véleményen alapul. A Rotten Tomatoeson a Szellemhajó 14%-os minősítést kapott 124 értékelés alapján.

## Cselekmény
|  | Alább a cselekmény részletei következnek! |

1962 májusában egy tucatnyi gazdag utas táncol az Antonia Graza olasz óceánjáró báltermének fedélzetén, míg egy nő, Francesca a "Senza Fine" dalt énekli. Katie Harwood, egy fiatal lány a fedélzeten egyedül üldögél, de a hajó kapitánya felkéri táncolni. Valaki egy kart lenyomva beindít egy orsót és egy fémdrót kettészeli a tánctéren lévő emberek testét. Egyedül csak Katie marad életben a magassága miatt.
40 évvel később egy hajó mentőcsapata – Sean Murphy kapitány, Maureen Epps, Greer, Dodge, Munder és Santos – egy bárban ünneplik legújabb sikerüket, amikor Jack Ferriman, a kanadai meteorológia szolgálati pilóta megkeresi őket azzal, hogy elmondja: látott egy titokzatos hajót sodródni a Bering-tengeren. A legénység elhatározza, hogy az Arctic Warrior nevezetű vontatóhajóval útra kel. Hamarosan felfedezik az Antonia Graza nevezetű hajót, mely rejtélyes módon eltűnt 1962-ben. Erről a hajóról azt feltételezték, hogy elveszett a tenger mélyén, mivel a személyzetről és az utasokról soha nem hallottak többé. Amikor felmennek a fedélzetre, nagy mennyiségű aranyra lelnek. Ugyanekkor furcsa dolgok kezdődnek. Epps egy halott kislányt lát a lépcsőházban. A csapat talál egy kvarcból készült digitális órát, ami furcsa, mert az 1960-as években még nem gyártottak olyat. Greer is különös dolgot észlel, egy nőt hall énekelni. Epps és Ferriman felfedezik az előttük ott járt mentőcsapat holttesteit. Eközben a raktárban megtalálják a Graza rejtett rakományát. Úgy döntenek, elhagyják a hajót az arannyal együtt, de a motortérben egy láthatatlan erő eltekeri a gázszelepet és felrobban az Artic Warrior, ezzel megölve Santost. A többiek a Grazán rekednek.
Megpróbálják megjavítani az Antonia Grazát és visszahajózni vele, de a legénység tagjai egyesével kezdenek meghalni. Greer találkozik Francescával, aki az énekével elcsábítja és egyenesen a halálba vezeti az egyik liftaknába. Murphy kapitány ahogy belép a hajókapitány kabinjába, meglátja az Antonia Graza szellemkapitányát, aki elmagyarázza neki, hogy az elsüllyedt Lorelei hajóról származik az arany, valamint annak egyetlen túlélője volt. Mutat Murphynek egy képet a túlélőről, és ő döbbenten felismeri. Siet, hogy elmondja a többieknek, de a természetfeletti erők csapdát okoznak neki; mindenkiben, akivel találkozik, a megégett Santos szellemét látja, így a legénység azt hiszi róla, hogy megőrült és bezárják egy üres akváriumba.
Eközben Epps felfedezi Greer holttestét, és találkozik Katievel, aki megmutatja, mi történt velük azon az 1962-es éjszakán. Ezt követően Epps rájön, hogy Ferriman állt a dolgok hátterében, aki valójában lelkeket gyűjt. Eközben Munder is áldozatul esik a víz alatt, mikor egy méretes fogaskerék összezúzza. Majd Epps Ferrimant Dodge gondjaira bízza, aki lelövi. Dodge követi Eppset a gépházba, ahol már Epps bedrótozta a hajó oldalát. Dodge felháborodik ezen, és Ferrimanné változik, aki nekiesik Eppsnek, ám ő egy jól elkapott pillanatban belövi a detonátort, majd felrobbantja az Antonia Grazát, ami süllyedni kezd. Epps a keletkezett résen a többi utassal kiúszik. Katie rövid búcsút vesz tőle a víz alatt. Mikor Epps felér, hirtelen megpillantja az égnek meredő Antonia Graza orrát, amint spirál alakban szállnak fel a holtak lelkei, majd a Grazát elnyeli a Bering-tenger vize.
Miután Epps egy ideig a nyílt tengeren sodródott, egy tengerjáró hajó észreveszi őt és felveszik. A fedélzeten Epps a mentőautóból azt látja, hogy Ferriman és a személyzet többi tagja az arannyal teli ládákat rakodják a hajóba. Ferriman folyamatosan néz rá, ekkor Epps üvöltözni kezd, miközben a mentő ajtaja becsukódik.
|  | Itt a vége a cselekmény részletezésének! |

## Szereplők
| Színész              | Szerep               | Magyar hang       |
| -------------------- | -------------------- | ----------------- |
| Julianna Margulies   | Maureen Epps         | Kováts Adél       |
| Gabriel Byrne        | Sean Murphy kapitány | Dörner György     |
| Desmond Harrington   | Jack Ferriman        | Takátsy Péter     |
| Isaiah Washington    | Greer                | Kamarás Iván      |
| Alex Dimitriades     | Santos               | Zámbori Soma      |
| Ron Eldard           | Dodge                | Czvetkó Sándor    |
| Karl Urban           | Munder               | Szabó Győző       |
| Emily Browning       | Katie Harwood        | Kántor Kitty      |
| Bob Ruggiero         | Kapitány             | Dobránszky Zoltán |
| Francesca Rettondini | Francesca            | eredeti nyelven   |

## Fordítás
- Ez a szócikk részben vagy egészben  a   Ghost Ship (2002 film) című angol Wikipédia-szócikk fordításán alapul.  Az eredeti cikk szerkesztőit annak laptörténete sorolja fel. Ez a jelzés csupán a megfogalmazás eredetét és a szerzői jogokat jelzi, nem szolgál a cikkben szereplő információk forrásmegjelöléseként.